# Wartości niematerialne i prawne
Wartości niematerialne i prawne – nabyte przez jednostkę prawa majątkowe zaliczane do aktywów trwałych, prawa majątkowe nadające się do gospodarczego wykorzystania, o przewidywalnym okresie ekonomicznej użyteczności dłuższym niż rok, przeznaczone do używania na potrzeby jednostki. Wartości niematerialne i prawne księguje się na koncie 020 „Wartości niematerialne i prawne”.
Prawa majątkowe według ustawy o rachunkowości, muszą być nabyte (pozyskane w drodze kupna, wniesione aportem, otrzymane nieodpłatnie, w tym w drodze darowizny). Praw majątkowych wytworzonych we własnym zakresie, jednostka nie może zaliczyć do tej grupy aktywów. Wyjątek stanowią koszty prac rozwojowych.
W przypadku wartości niematerialnych i prawnych oddanych do używania na podstawie umowy najmu, dzierżawy lub innej umowy o podobnym charakterze, wartości niematerialne i prawne zalicza się do aktywów trwałych jednej ze stron umowy.
Wartościami niematerialnymi i prawnymi są m.in. spółdzielcze własnościowe prawo do lokalu mieszkalnego, spółdzielcze prawo do lokalu użytkowego, autorskie lub pokrewne prawa majątkowe, licencje, które:
- zostały nabyte,
- nadają się do gospodarczego wykorzystania w dniu przyjęcia do używania,
- mają przewidywany okres używania dłuższy niż rok,
- są wykorzystywane przez podatnika na potrzeby związane z prowadzoną przez niego działalnością gospodarczą albo oddane przez niego do używania na podstawie umowy licencyjnej (sublicencji), umowy najmu, dzierżawy lub umowy leasingu przewidzianej w art. 23a pkt 1 ustawy o podatku dochodowym od osób fizycznych.

## Zakres wartości niematerialnych i prawnych
Zgodnie z art. 3 ust. 1 pkt 14 ustawy o rachunkowości do wartości niematerialnych i prawnych zalicza się:
- prawa majątkowe – prawa autorskie, prawa pokrewne, know-how, koncesje i licencje, patenty, znaki towarowe, prawa do wynalazków, programy komputerowe,
- koszty prac rozwojowych – koszty poniesione na opracowanie nowych produktów i technologii,
- wartość firmy – różnica między ceną nabycia a wartością godziwą firmy.

Prawa majątkowe – wartości niematerialne i prawne, których jednostka nie wykorzystuje na własne potrzeby, ale posiada je celem osiągnięcia korzyści ekonomicznych w wyniku przyrostu ich wartości lub innych pożytków zalicza się do inwestycji długoterminowych.
Koszty zakończonych prac rozwojowych obejmują koszty poniesione przez jednostkę przed podjęciem produkcji lub zastosowaniem technologii, poniesione na badania lub w inny sposób uzyskaną wiedzę, których wynik może być wykorzystany w produkcji nowych lub ulepszonych wyrobów oraz nowej technologii.
Wartość firmy (tzw. „goodwill”) reprezentuje wartość marki – reputację firmy, jej renomę. Jest ona wartością pozamajątkową i pozamaterialną. Stanowi ją różnica między ceną nabycia określonej jednostki lub zorganizowanej jej części a wartością godziwą przejętych aktywów netto (aktywów pomniejszonych o przejęte zobowiązania). Wartość godziwą stanowi kwota, za jaką dany składnik aktywów mógłby zostać wymieniony, a zobowiązania uregulowane na warunkach transakcji rynkowej. Goodwill posiadają tylko te jednostki, które generują zyski wyższe od przeciętnych. Jest ona trudna w wycenie i łatwo ją przeszacować.
Amortyzacji niezależnie od przewidywanego okresu używania podlegają m.in. wartość firmy oraz koszty prac rozwojowych, po spełnieniu szczegółowych warunków przewidzianych w ustawie o podatku dochodowym od osób fizycznych. Katalog wartości niematerialnych i prawnych podlegających amortyzacji jest zamknięty i zawarty w art. 22b updof i art. 16b updop.
Natomiast wartości niematerialnych i prawnych nie stanowią m.in.:
- prawa wytworzone we własnym zakresie – wyjątek stanowią jedynie koszty zakończonych prac rozwojowych; w aktywach jednostki nie ujmuje się zatem wytworzonych we własnym zakresie programów komputerowych, zarejestrowanego własnego znaku towarowego czy też wypracowanej własnej wartości firmy,
- prawa, które jednostka posiada w celu osiągnięcia korzyści ekonomicznych wynikających np. z przyrostu ich wartości, lub innych pożytków, w tym z transakcji handlowej; są one zaliczane do inwestycji,
- prawa oddane do używania na podstawie umowy spełniającej warunki leasingu finansowego; u finansującego (leasingodawcy) zalicza się je do aktywów finansowych.

## Bilans a wartości niematerialne i prawne
W bilansie wykazuje się wartość początkową wartości niematerialnych i prawnych pomniejszoną o dotychczas dokonane odpisy amortyzacyjne, z podziałem na:
1. Koszty zakończonych prac rozwojowych (wiersz A.I.1) – prowadzonych przez jednostkę na własne potrzeby, poniesione przed podjęciem produkcji lub zastosowaniem technologii, zalicza się – na podstawie art. 33 ust. 2 ustawy o rachunkowości.
2. Wartość firmy (wiersz A.I.2) – została zdefiniowana w art. 33 ust. 4 ustawy o rachunkowości, natomiast zasady jej rozliczania regulują przepisy art. 44b ust. 10 tej ustawy.
3. Inne wartości niematerialne i prawne (wiersz A.I.3) – niż koszty zakończonych prac rozwojowych i wartość firmy, tj.: prawa majątkowe, prawa pokrewne, licencje, koncesje oraz prawa do wynalazków, patentów, znaków towarowych, wzorów użytkowych i zdobniczych oraz know–how, wycenia się na dzień bilansowy według cen nabycia, pomniejszonych o odpisy amortyzacyjne i odpisy z tytułu trwałej utraty wartości.
4. Zaliczki na wartości niematerialne i prawne (wiersz A.I.4) – wykazuje się według wartości nominalnej, tzn. w wielkości kwot przekazanych dostawcom na poczet realizacji zamówień na prawa majątkowe i inne tytuły wartości niematerialnych i prawnych, wynikających z ewidencji szczegółowej do konta 24 „Pozostałe rozrachunki” lub 21 „Rozrachunki z odbiorcami”, 30 „Rozliczenie zakupu”.

## Amortyzacja wartości niematerialnych i prawnych
Odpisów amortyzacyjnych dokonuje się od wartości początkowej wartości niematerialnych i prawnych. Odpisów dokonuje się po wprowadzeniu danego składnika majątkowego do ewidencji wartości niematerialnych i prawnych. Składnik majątku wprowadza się do ewidencji najpóźniej w miesiącu przekazania go do używania, późniejsze wprowadzenie do ewidencji uznaje się za ujawnienie wartości niematerialnej i prawnej. Odpisów dokonuje się przy zastosowaniu stawek amortyzacyjnych określonych w Wykazie stawek amortyzacyjnych oraz wybranej przez podatnika metody amortyzacji.
Amortyzacji nie podlegają m.in. grunty i prawa wieczystego użytkowania gruntów, niektóre budynki mieszkalne lub lokale mieszkalne, dzieła sztuki i eksponaty muzealne.